# Alto Reno
O Alto Reno (Haut-Rhin) é um departamento (département) francês da região do Grande Leste.

## História
O departamento foi criado durante a Revolução Francesa, em 4 de março de 1790, em aplicação da lei do 22 de dezembro de 1789, a partir da metade sul da província da Alsácia (Haute-Alsace, Alta Alsácia).
Seus limites foram modificados diversas vezes:
- em 1798, absorveu Mulhouse, anteriormente cidade livre, e os últimos enclaves suíços no sul;
- em 1800, absorveu inteiramente o departamento de Mont-Terrible;
- em 1814, perde os territórios que haviam feito parte do Mont-Terrible, cedidos à Suíça, exceto o antigo principado de Montbéliard;
- em 1816, perde Montbéliard, inserido administrativamente no departamento do Doubs;
- em 1871, é em grande parte cedido à Alemanha (Tratado de Frankfurt). A parte restante francesa forma então o Território de Belfort;
- em 1919, volta à França (Tratado de Versalhes), mas fica separado de Belfort.

## Geografia
O departamento do Alto Reno faz parte da região francesa da Alsácia, limítrofe dos departamentos do Baixo Reno, dos Vosges e do Território de Belfort, e igualmente da Alemanha a leste, ao longo do Reno, e dos cantões suíços do Jura, de Soleura (Solothurn), de Basileia-Campo (Basel-Landschaft) e Basileia-Cidade (Basel-Stadt) ao sul (ver Basileia). O ponto culminante do Haut-Rhin se situa no Grand Ballon, no maciço dos Vosges, a 1424 m de altura, e o mais baixo a 179 m, ao longo do Reno.

## Clima
O clima do Alto Reno é de tipo continental, devido à proteção ocidental oferecida pelos Vosges. Esta proteção tem por consequência que a região de Colmar é uma das mais secas da França (pouca precipitação).
Os Vosges são geralmente cobertos de neve de dezembro ao início de abril.
- Temperatura mais alta registrada:  40.9 °C, 13 de agosto de 2003.
- Temperatura mais baixa registrada: - 30.2 °C no Grand-Ballon, 1424 m em 10 de fevereiro de 1956.

## Demografia
O maior centro populacional, comercial, industrial, educacional e de serviços se situa na área urbana de Mulhouse, a capital econômica, com 270 000 habitantes, sendo a cidade de Colmar, com 67 000 habitantes, a capital administrativa, reunindo os serviços administrativos e o Conselho Geral.
O triângulo formado por Mulhouse, Guebwiller e Thann apresenta um grande poder de atração, com o desenvolvimento de implantações comerciais principalmente ao norte de Mulhouse.